# Мирз, Тайрон
Тайро́н Мирз (англ. Tyrone Mears; 18 февраля 1983, Стокпорт, Англия) — английский футболист, правый защитник.

## Карьера

### Клубная карьера
Мирз — воспитанник «Манчестер Сити». Дебютировал за «горожан» 30 марта 2002 года в матче Первого дивизиона против «Ноттингем Форест», в котором вышел на замену в концовке вместо Стюарта Пирса.
В июле 2002 года Мирз подписал трёхлетний контракт с «Престон Норт Энд», перейдя за £175 тыс. Пропустив начала сезона из-за травмы бедра, полученной во время предсезонной подготовки, дебютировал за «Престон» 19 октября 2002 года в матче против «Уолсолла», выйдя на замену во втором тайме. 15 апреля 2003 года в матче против «Рединга» забил свой первый гол в профессиональной карьере. Во время предсезонной подготовки к сезону 2004/05 получил стрессовый перелом ноги, из-за которого выбыл из строя на десять месяцев. В марте 2005 года подписал новый трёхлетний контракт с «Престоном».
В июле 2006 года Мирз был продан в «Вест Хэм Юнайтед» за первоначальную сумму в £1 млн, которая могла возрасти до £1,9 млн в зависимости от количества матчей и возможного будущего вызова в сборную Англии. За «молотобойцев» дебютировал 19 августа 2006 года в матче стартового тура Премьер-лиги сезона 2006/07 против «Чарльтон Атлетик».
В январе 2007 года Мирз был взят «Дерби Каунти» в аренду до конца сезона. Дебютировал за «баранов» 3 февраля 2007 года в матче против «Саутгемптона», выйдя на замену в концовке. 6 мая 2007 года в матче последнего тура сезона против «Лидс Юнайтед» забил свой первый гол за «Дерби». В июле 2007 года «Дерби» выкупил Мирза у «Вест Хэма» за £1 млн и подписал с ним контракт на три года. В январе 2008 года у него случился стрессовый перелом левой голени, из-за чего он пропустил три месяца.
В августе 2008 года Мирз отправился на несанкционированный просмотр во французский «Олимпик Марсель», за что «Дерби» оштрафовал его на сумму шестинедельной зарплаты. После просмотра «Марсель» взял игрока в аренду на один год, выплатив «Дерби» за аренду €200 тыс. (около £160 тыс.), с опцией выкупа за £1,5 млн. За французский клуб из-за травм смог дебютировать лишь 19 февраля 2009 года в матче 1/16 финала Кубка УЕФА 2008/09 против нидерландского «Твенте». В Лиге 1 дебютировал 15 марта 2009 года в матче против «Пари Сен-Жермен». Свой первый гол за «Марсель» забил 18 марта 2009 года в матче 1/8 финала Кубка УЕФА 2008/09 против «Аякса». Этот гол, забитый в экстра-тайме, вывел французов в четвертьфинал турнира. «Марсель» не стал активировать опцию выкупа и по окончании срока аренды в июне 2009 года Мирз вернулся в «Дерби».
Мирзом интересовался «Портсмут», но 30 июня 2009 года он был куплен «Бернли» за около £500 тыс. и подписал с новичками Премьер-лиги трёхлетний контракт. Дебютировал за «бордовых» 15 августа 2009 года в матче стартового тура сезона 2009/10 против «Сток Сити». 27 ноября 2010 года в матче против своего бывшего клуба «Дерби Каунти» забил свой первый гол за «Бернли».
В июле 2011 года Мирз и Крис Иглз перешли из «Бернли» в «Болтон Уондерерс» за общую сумму в около £3 млн и оба подписали c «Болтоном» трёхлетние контракты. 4 августа 2011 года на тренировочной сессии сломал ногу, из-за чего за «рысаков» дебютировал только 4 февраля 2012 года в матче против «Норвич Сити», а после этого в сезоне 2011/12 больше не выходил на поле. Сезон 2012/13 также был вынужден завершить досрочно, в феврале, из-за инфекционного мононуклеоза. Летом 2014 года по истечении контракта покинул «Болтон Уондерерс».
29 декабря 2014 года Мирз подписал контракт с клубом MLS «Сиэтл Саундерс». Его дебют в американской лиге состоялся 8 марта 2015 года в матче стартового тура сезона 2015 против «Нью-Инглэнд Революшн», в котором он отметился голевой передачей. 3 июля 2015 года в матче против «Ди Си Юнайтед» забил свой первый гол за «Сиэтл Саундерс». В марте 2016 года Мирз получил грин-карту и в MLS перестал считаться иностранным игроком. Мирз участвовал в матче за Кубок MLS 2016, в котором «Сиэтл Саундерс» обыграл «Торонто», но после чемпионского сезона 2016 клуб не продлил контракт с игроком.
24 января 2017 года «Сиэтл Саундерс» продал права на Мирза в MLS клубу-новичку лиги «Атланта Юнайтед» за $50 тыс. в общих распределительных средствах. 4 марта 2017 года в дебютном матче новой франшизы, соперником в котором был «Нью-Йорк Ред Буллз», Мирз отдал передачу, приведшую к первому голу в истории клуба. 26 августа 2017 года в матче против «Филадельфии Юнион» забил свой первый гол за «Атланту Юнайтед». По окончании сезона 2017 «Атланта Юнайтед» не продлила контракт с Мирзом.
15 декабря 2017 года в первом этапе драфта возвращений MLS Мирз был выбран клубом «Миннесота Юнайтед». Дебютировал за «гагар» 3 марта 2018 года в матче стартового тура сезона 2018 против «Сан-Хосе Эртквейкс». 3 июня 2018 года в матче против «Спортинга Канзас-Сити» забил свой первый гол за «Миннесоту Юнайтед». 27 августа 2018 года Мирз расторг контракт с «Миннесотой Юнайтед» по взаимному согласию сторон.
28 августа 2018 года Мирз подписал краткосрочный контракт с «Вест Бромвич Альбион» до января 2019 года. За «дроздов» дебютировал в тот же день в матче Кубка Английской лиги 2018/19 против «Мансфилд Таун». В январе 2019 года продлил контракт с «Вест Бромвичем» до конца сезона 2018/19.

### Международная карьера
11 февраля 2009 года Мирз сыграл за сборную Ямайки в товарищеском матче со сборной Нигерии, так как считал своего отца ямайцем, но позднее выяснилось, что он — выходец из Сьерра-Леоне.

## Статистика
| Выступление          | Выступление      | Выступление      | Лига | Лига | Кубок | Кубок | Кубок лиги | Кубок лиги | Континент. | Континент. | Прочие | Прочие | Итого | Итого |
| Клуб                 | Лига             | Сезон            | Игры | Голы | Игры  | Голы  | Игры       | Голы       | Игры       | Голы       | Игры   | Голы   | Игры  | Голы  |
| -------------------- | ---------------- | ---------------- | ---- | ---- | ----- | ----- | ---------- | ---------- | ---------- | ---------- | ------ | ------ | ----- | ----- |
| Манчестер Сити       | Первый дивизион  | 2001/02          | 1    | 0    | —     | —     | —          | —          | —          | —          | —      | —      | 1     | 0     |
| Манчестер Сити       | Итого            | Итого            | 1    | 0    | —     | —     | —          | —          | —          | —          | —      | —      | 1     | 0     |
| Престон Норт Энд     | Первый дивизион  | 2002/03          | 22   | 1    | 1     | 0     | 1          | 0          | —          | —          | —      | —      | 24    | 1     |
| Престон Норт Энд     | Первый дивизион  | 2003/04          | 12   | 1    | 1     | 0     | 1          | 0          | —          | —          | —      | —      | 14    | 1     |
| Престон Норт Энд     | Чемпионшип       | 2004/05          | 4    | 0    | 1     | 0     | 0          | 0          | —          | —          | 0      | 0      | 5     | 0     |
| Престон Норт Энд     | Чемпионшип       | 2005/06          | 32   | 2    | 4     | 0     | 1          | 0          | —          | —          | 2      | 0      | 39    | 2     |
| Престон Норт Энд     | Итого            | Итого            | 70   | 4    | 7     | 0     | 3          | 0          | —          | —          | 2      | 0      | 82    | 4     |
| Вест Хэм Юнайтед     | Премьер-лига     | 2006/07          | 5    | 0    | 0     | 0     | 0          | 0          | 1          | 0          | —      | —      | 6     | 0     |
| Вест Хэм Юнайтед     | Итого            | Итого            | 5    | 0    | 0     | 0     | 0          | 0          | 1          | 0          | —      | —      | 6     | 0     |
| Дерби Каунти         | Чемпионшип       | 2006/07          | 13   | 1    | 1     | 0     | 0          | 0          | —          | —          | 3      | 0      | 17    | 1     |
| Дерби Каунти         | Премьер-лига     | 2007/08          | 25   | 1    | 1     | 0     | 0          | 0          | —          | —          | —      | —      | 26    | 1     |
| Дерби Каунти         | Чемпионшип       | 2008/09          | 3    | 0    | 0     | 0     | 2          | 0          | —          | —          | —      | —      | 5     | 0     |
| Дерби Каунти         | Итого            | Итого            | 41   | 2    | 2     | 0     | 2          | 0          | —          | —          | 3      | 0      | 48    | 2     |
| Олимпик Марсель      | Лига 1           | 2008/09          | 4    | 0    | 0     | 0     | 0          | 0          | 3          | 1          | —      | —      | 7     | 1     |
| Олимпик Марсель      | Итого            | Итого            | 4    | 0    | 0     | 0     | 0          | 0          | 3          | 1          | —      | —      | 7     | 1     |
| Бернли               | Премьер-лига     | 2009/10          | 38   | 0    | 1     | 0     | 0          | 0          | —          | —          | —      | —      | 39    | 0     |
| Бернли               | Чемпионшип       | 2010/11          | 44   | 1    | 3     | 1     | 2          | 0          | —          | —          | —      | —      | 49    | 2     |
| Бернли               | Итого            | Итого            | 82   | 1    | 4     | 1     | 2          | 0          | —          | —          | —      | —      | 88    | 2     |
| Болтон Уондерерс     | Премьер-лига     | 2011/12          | 1    | 0    | 0     | 0     | 0          | 0          | —          | —          | —      | —      | 1     | 0     |
| Болтон Уондерерс     | Чемпионшип       | 2012/13          | 26   | 0    | 2     | 0     | 0          | 0          | —          | —          | —      | —      | 28    | 0     |
| Болтон Уондерерс     | Чемпионшип       | 2013/14          | 1    | 0    | 0     | 0     | 2          | 0          | —          | —          | —      | —      | 3     | 0     |
| Болтон Уондерерс     | Итого            | Итого            | 28   | 0    | 2     | 0     | 2          | 0          | —          | —          | —      | —      | 32    | 0     |
| Сиэтл Саундерс       | MLS              | 2015             | 33   | 1    | 1     | 0     | —          | —          | 2          | 0          | 3      | 0      | 39    | 1     |
| Сиэтл Саундерс       | MLS              | 2016             | 32   | 0    | 0     | 0     | —          | —          | 2          | 0          | 6      | 0      | 40    | 0     |
| Сиэтл Саундерс       | Итого            | Итого            | 65   | 1    | 1     | 0     | —          | —          | 4          | 0          | 9      | 0      | 79    | 1     |
| Атланта Юнайтед      | MLS              | 2017             | 20   | 1    | 1     | 0     | —          | —          | —          | —          | 1      | 0      | 22    | 1     |
| Атланта Юнайтед      | Итого            | Итого            | 20   | 1    | 1     | 0     | —          | —          | —          | —          | 1      | 0      | 22    | 1     |
| Миннесота Юнайтед    | MLS              | 2018             | 11   | 1    | 2     | 0     | —          | —          | —          | —          | —      | —      | 13    | 1     |
| Миннесота Юнайтед    | Итого            | Итого            | 11   | 1    | 2     | 0     | —          | —          | —          | —          | —      | —      | 13    | 1     |
| Вест Бромвич Альбион | Чемпионшип       | 2018/19          | 9    | 0    | 2     | 0     | 2          | 0          | —          | —          | 1      | 0      | 14    | 0     |
| Вест Бромвич Альбион | Итого            | Итого            | 9    | 0    | 2     | 0     | 2          | 0          | —          | —          | 1      | 0      | 14    | 0     |
| Всего за карьеру     | Всего за карьеру | Всего за карьеру | 336  | 10   | 21    | 1     | 11         | 0          | 8          | 1          | 16     | 0      | 392   | 12    |

1. ↑  В графу «Континентальные турниры» входят игры и голы в Кубке УЕФА и Лиге чемпионов КОНКАКАФ.
2. ↑  В графу «Прочие» входят игры и голы в плей-офф Чемпионшипа Английской футбольной лиги и плей-офф Кубка MLS.

## Достижения
Командные
 «Сиэтл Саундерс»
- Чемпион MLS (обладатель Кубка MLS): 2016